# Adamowicz III
Adamowicz III – polski herb szlachecki, odmiana herbu Trąby.

## Opis herbu
Opis zgodnie z klasycznymi regułami blazonowania:
W polu srebrnym trzy trąby czarne o okuciach złotych, złączone ustnikami na których zaćwieczone drzewo w barwach naturalnych na którym takiż bocian. Klejnot: Trzy pióra strusie. Labry według Tadeusza Gajla są srebrne podbite srebrem.

## Najwcześniejsze wzmianki
Z 1590 roku pochodzi wzmianka o Stanisławie Adamowiczu szlachcicu z powiatu wileńskiego.

## Herbowni
Adamowicz.